# 4145 Maximova
4145 Maximova је астероид главног астероидног појаса са средњом удаљеношћу од Сунца која износи 2,272 астрономских јединица (АЈ).
Апсолутна магнитуда астероида је 13,6.